# Шкирятов, Матвей Фёдорович
Матвей Фёдорович Шкирятов (3 [15] августа 1883, деревня Вишняково, Тульская губерния, Российская империя — 18 января 1954, Москва, СССР) — советский государственный и партийный деятель, член Президиума ЦК КПСС (1952—1953), председатель Комитета партийного контроля при ЦК КПСС (1952—1954).

## Биография
Родился в бедной крестьянской семье в деревне Вишняково (находилась на территории Ясногорского района, ныне не существует) Машковской волости Тульского уезда Тульской губернии. Крестьянствовал, затем работал в городе портным.
Член РСДРП с 1906 года. Вел партийную работу среди московских рабочих-швейников, после второго ареста в 1910 выслан в Ростов-на-Дону, откуда вскоре отравлен в ссылку в Вологодскую губернию. В 1914 году, вернувшись из ссылки, вёл подпольную работу в Московской организации большевиков. В 1915 году мобилизован рядовым в царскую армию, во время службы в которой революционную агитацию среди солдат, будучи тесно связанным с нелегальной партийной организацией в Туле, а затем в Москве.
После Февральской революции 1917 года избирается от большевистской организации воинской части в Московский совет солдатских депутатов. Член исполкома совета и Военного бюро при Московском комитете РСДРП(б), член Исполкома Тульского совета и ВРК.
- с августа 1918 до 1920 — секретарь ЦК профсоюза швейников, член Московского горкома партии.
- в 1920 — председатель Московского губернского отдела Союза швейников, член Московского комитета партии
- в 1921 переходит на работу в ЦК РКП(б), где возглавляет комиссию ЦК по проверке и чистке рядов партии. На XI съезде РКП(б) (1922) выступил с докладом по итогам чистки. Избран в ЦКК.
- 1923—1934 гг. — член Президиума ЦКК ВКП(б),
- 1923—1924 и 1930—1934 гг. — член Партколлегии ЦКК ВКП(б) и коллегии наркомата Рабоче-крестьянской инспекции.
- 1934—1939 гг. — секретарь партколлегии ЦКК ВКП(б)
- на XVII съезде ВКП(б) в 1934 году избран членом Комиссии Партийного контроля ЦК ВКП(б).
- на XVIII съезде ВКП(б) в 1939 году избран членом ЦК ВКП(б).
- 1939—1952 — заместитель председателя Комитета партийного контроля,.
- с 1952 года — председатель Комитета партийного контроля при ЦК КПСС.
- на XIX съезде ВКП(б) избран членом ЦК КПСС.
- в 1952—1953 — член Президиума ЦК КПСС[1]. В марте 1953 года выведен из состава Президиума.

В сентябре 1937 года в газете «Правда» была опубликована статья «Буржуазно-националистический клубок в Чечено-Ингушетии», в которой утверждалось, что в руководстве республики засели «буржуазные националисты». Автор призывал власти «распутать этот клубок». В октябре того же года Шкирятов прибыл в республику. 10 октября прямо на заседании Пленума обкома все присутствовавшие чеченцы и ингуши были арестованы. Хотя арестованы они были вместе, обвинения предъявлялись различные — от измены родине до шпионажа. Затем приказ об аресте был распространён на всех горцев от председателя правительства республики до руководителей сельсоветов.
Член ВЦИК РСФСР и ЦИК СССР, депутат Верховного Совета СССР 1—3 созывов и Московского городского совета.
Умер вечером 18 января 1954 года от желчно-каменной болезни, усложнённой воспалением лёгких и тяжёлым нарушением функций сердца, печени и почек.
20 января 1954 года после траурной церемонии урна с прахом покойного была установлена в Кремлёвской стене.
Проживал в Москве по адресам: Большой Гнездиковский переулок, дом 10,  Романов переулок дом 3, строение 6.

## Семья
- Брат — Анисим Федорович (1879—1960), партийный работник. Племянницы: Шкирятова Александра Анисимовна (1904–1992) и Шкирятова Ирина Анисимовна (1911–2001).
- Жена — Елена Дмитриевна Шкирятова (1888—1970) — член РСДРП(б) с 1908 года, швея-мотористка, партработник, член Моссовета. Похоронена на Новодевичьем кладбище.
- Сын Юрий[4][5] (1930—2015) — полковник.

## Награды и звания
- 3 ордена Ленина

1) 14.08.1943
2) 06.11.1945
3) 14.08.1953 — в связи с 70-летием со дня рождения и заслуги перед КПСС и Советским государством

## Память
- Его имя носят улицы в Волгограде, Вичуге, Макеевке (пос. Северо-Восточный), Старой Вичуге и Сальске. До 2016 года имя Шкирятова носила улица в Славянске (ныне — Самборская), в Краматорске до 2005 (ныне — Дубравная).
- В начале 1954 года Лаптевский район Тульской области был переименован в Шкирятовский, а рабочий поселок Лаптево (совр. Ясногорск) — в Шкирятов. В 1956 году поселку и в 1957 году району возвращены прежние названия.

## Оценки деятельности
А. Ваксберг писал: «М. Ф. Шкирятов — один из самых гнусных сталинских опричников, имя которого с полным к тому основанием стоит в одном ряду с Ежовым и Берией. Многолетний деятель высших контрольных органов партии, руководивший партийными чистками и избиением партийных кадров. Работал рука об руку с НКВД-МГБ, имел „свою“ тюрьму, где лично допрашивал особо важных арестантов. Умер, не дождавшись своего осуждения в какой бы то ни было форме».